# Jonathan Canter
Jonathan Canter (* 4. Juni 1965 in Los Angeles, Kalifornien) ist ein ehemaliger US-amerikanischer Tennisspieler.

## Leben
Canter war 1980 im Alter von 14 Jahren der jüngste Spieler, der je in der Weltrangliste der ATP geführt war. Er stand 1982 im Halbfinale der Doppelkonkurrenz des Juniorenturniers von Wimbledon, im Doppelfinale des Juniorenturniers der French Open und gewann an der Seite von Michael Kures den Doppeltitel des Juniorenturniers der US Open. Im Einzel drang er bei diesen drei Turnieren auch jeweils bis ins Viertelfinale vor.
1983 wurde er Tennisprofi, konnte jedoch zunächst nicht an seine Erfolge aus dem Juniorenbereich anknüpfen. Erst 1985 gelangen ihm nennenswerte Erfolge; er stand im Viertelfinale von Tokio und Hongkong und konnte im Dezember seinen größten Erfolg auf der ATP World Tour feiern, als er das Rasenturnier von Melbourne gewann. Dies sollte jedoch sein einziger Einzeltitel bleiben. Zwar erreichte er im darauf folgenden Jahr das Halbfinale des Hallenturniers von Toronto und das Halbfinale bei den Canadian Masters (wo er dem späteren Champion Boris Becker unterlag), in der Folge spielte er jedoch zumeist auf der ATP Challenger Tour. Dort gelangen ihm im Einzel zwar keine Turniersiege, er konnte jedoch zwischen 1990 und 1993 drei Challenger-Doppeltitel erringen. Seine höchste Notierung in der Tennis-Weltrangliste erreichte er 1986 mit Position 36 im Einzel sowie 1990 mit Position 84 im Doppel.
Sein bestes Einzelergebnis bei einem Grand-Slam-Turnier war das Erreichen der zweiten Runde, was ihm bei allen vier Turnieren gelang. In der Doppelkonkurrenz erreichte er in Wimbledon und bei den US Open jeweils das Achtelfinale. 1991 trat er zudem im Mixed an, wo er an der Seite von Alysia May die zweite Runde erreichte.

## Turniersiege
| Legende                       |
| Grand Slam                    |
| Tennis Masters Cup            |
| ATP Masters Series            |
| ATP International Series Gold |
| ATP International Series (1)  |
| ATP Challenger Tour (3)       |

### Einzel
| Nr. | Datum | Turnier   | Belag | Finalgegner  | Ergebnis      |
| --- | ----- | --------- | ----- | ------------ | ------------- |
| 1.  | 1985  | Melbourne | Rasen | Peter Doohan | 5:7, 6:3, 6:4 |

### Doppel
| Nr. | Datum | Turnier | Belag     | Partner      | Finalgegner               | Ergebnis      |
| --- | ----- | ------- | --------- | ------------ | ------------------------- | ------------- |
| 1.  | 1990  | Bangkok | Hartplatz | Bruce Derlin | Neil Borwick David Lewis  | 6:4, 6:4      |
| 2.  | 1991  | Guam    | Hartplatz | Kenny Thorne | David Adams Doug Eisenman | 6:1, 6:2      |
| 3.  | 1993  | Réunion | Hartplatz | Jeff Tarango | Mark Kaplan Lan Bale      | 6:4, 3:6, 7:5 |